# Vidar Villa

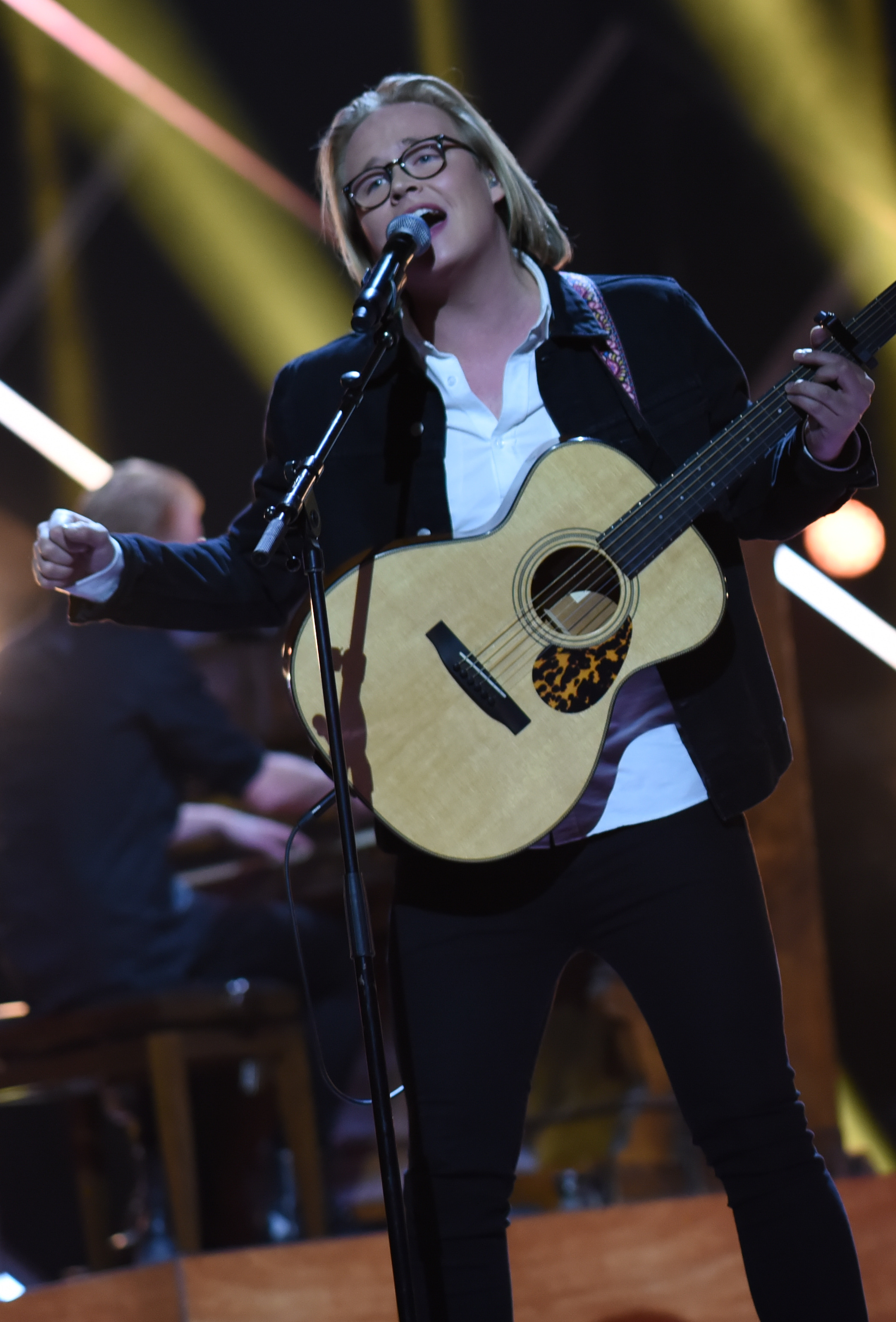
Vidar Villa, 2018

Vidar André Grødset Mohaugen (* 1989) ist ein norwegischer Sänger. Er tritt unter dem Künstlernamen Vidar Villa auf.

## Leben
Mohaugen stammt aus Lillestrøm. Mit seiner Single One Night Stand gelang es ihm im Jahr 2017 erstmals, in die norwegischen Singlecharts einzuziehen. Im Jahr 2018 trat er mit dem Lied Moren din beim Melodi Grand Prix 2018, dem norwegischen Vorentscheid für den Eurovision Song Contest, an. Er konnte sich dort nicht unter den besten vier Beiträgen platzieren. Im November 2018 gab er mit Best Of (Vol. 1) sein Debütalbum heraus. Mohaugen gehörte zu den Teilnehmern der im Jahr 2020 bei TV 2 ausgestrahlten Realityshow Farmen kjendis. Im Juni 2020 gab er das Album Hitparade heraus. Beim Musikpreis Spellemannprisen 2022 wurde er für seine Musik des Jahres 2022 in der Kategorie für Partymusik nominiert.
Im Januar 2024 nahm er mit dem Lied Mer am Melodi Grand Prix 2024 teil. Dort schied er im dritten Halbfinale aus.

## Auszeichnungen
- 2022: Spellemannprisen, Nominierung in der Kategorie „Partymusik“[7]

## Diskografie

### Alben
| Jahr | Titel            | Höchstplatzierung, Gesamtwochen, AuszeichnungChartsChartplatzierungen (Jahr, Titel, Platzierungen, Wochen, Auszeichnungen, Anmerkungen) | Anmerkungen                             |
| Jahr | Titel            | NO | Anmerkungen                             |
| ---- | ---------------- | --- | --------------------------------------- |
| 2018 | Best Of (Vol. 1) | NO21 (23 Wo.)NO | Erstveröffentlichung: 12. November 2018 |
| 2020 | Hitparade        | NO8 (… Wo.)NO | Erstveröffentlichung: 12. Juni 2020     |

### Singles
| Jahr | Titel Album               | Höchstplatzierung, Gesamtwochen, AuszeichnungChartsChartplatzierungen (Jahr, Titel, Album, Platzierungen, Wochen, Auszeichnungen, Anmerkungen) | Anmerkungen                                          |
| Jahr | Titel Album               | NO | Anmerkungen                                          |
| ---- | ------------------------- | --- | ---------------------------------------------------- |
| 2017 | One Night Stand Hitparade | NO6 ×3Dreifachplatin + Gold (Caroline International/Universal Music) · (18 Wo.)NO                                                              | Erstveröffentlichung: 23. Februar 2017               |
| 2018 | Moren din Hitparade       | NO39 (1 Wo.)NO | Erstveröffentlichung: 15. Januar 2018                |
| 2018 | Jenter Hitparade          | NO26 (4 Wo.)NO | Erstveröffentlichung: 11. Mai 2018                   |
| 2020 | Typen din Hitparade       | NO35 (1 Wo.)NO | Erstveröffentlichung: 27. März 2020                  |
| 2022 | Den samme jævla sangen –  | NO15 (4 Wo.)NO | Erstveröffentlichung: 1. April 2022 mit Halva Priset |